# Montrem
Montrem (okzitanisch: Montrenc) ist eine französische Gemeinde mit 1.203 Einwohnern (Stand: 1. Januar 2022) im Département Dordogne in der Region Nouvelle-Aquitaine; sie gehört zum Arrondissement Périgueux und zum Kanton Saint-Astier.

## Geografie
Montrem liegt etwa elf Kilometer westsüdwestlich von Périgueux in der Landschaft Périgord. Die Isle begrenzt die Gemeinde im Norden. Die Nachbargemeinden von Montrem sind Annesse-et-Beaulieu im Norden, Razac-sur-l’Isle im Nordosten, Coursac im Osten, Manzac-sur-Vern im Süden, Grignols im Südwesten sowie Saint-Astier im Westen.
Durch die Gemeinde führt die Autoroute A89.

## Bevölkerungsentwicklung
| Jahr                       | 1962 | 1968 | 1975 | 1982 | 1990 | 1999 | 2006 | 2018 |
| Einwohner                  | 858  | 770  | 913  | 982  | 1045 | 1049 | 1195 | 1231 |
| Quellen: Cassini und INSEE |      |      |      |      |      |      |      |      |

## Sehenswürdigkeiten
- Kirche Saint-Pierre-ès-Liens in Montrem aus dem 12. Jahrhundert, Monument historique seit 1948
- Kirche Notre-Dame in Montanceix aus dem 19. Jahrhundert

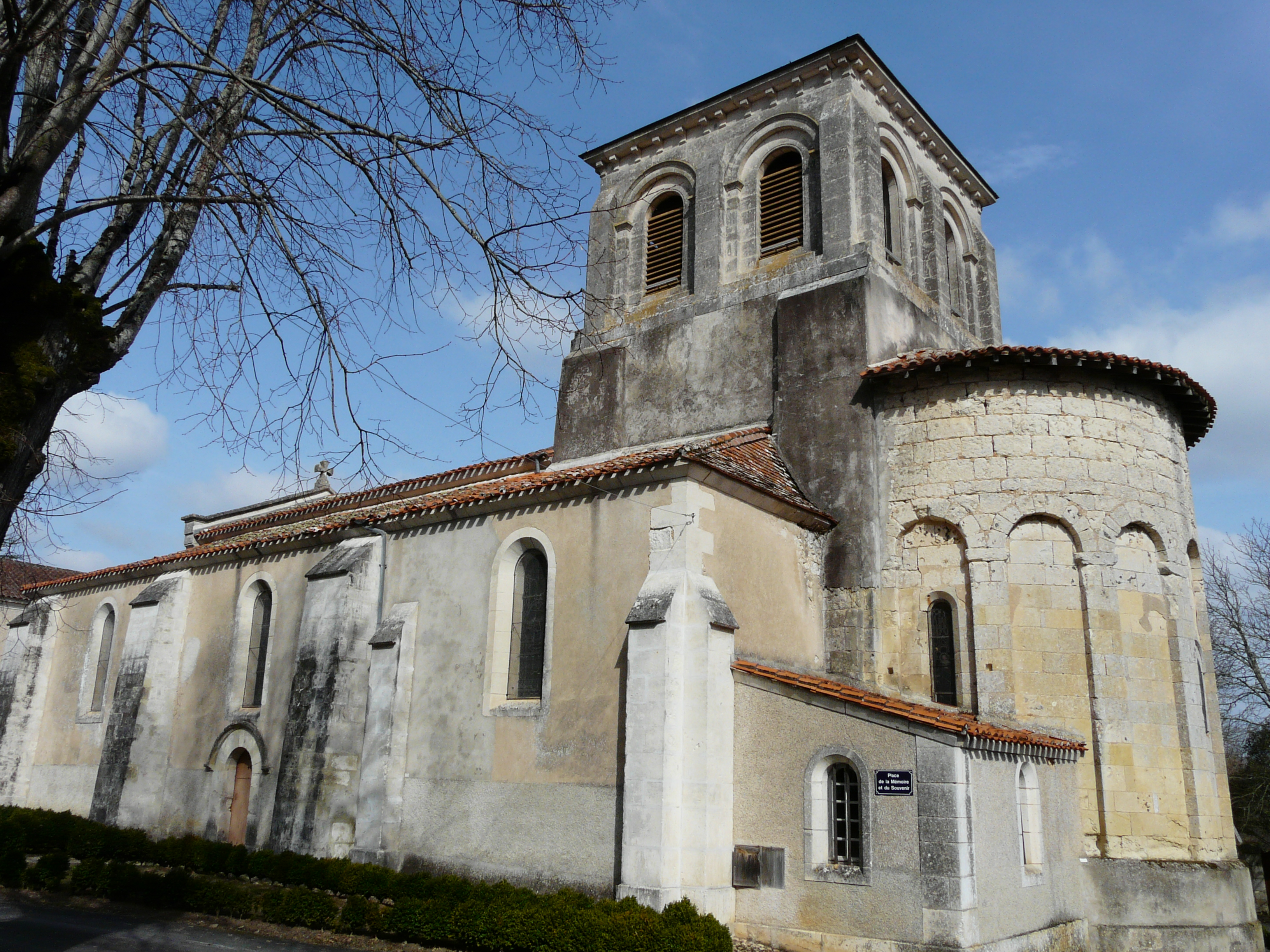
Kirche Saint-Pierre-ès-Liens
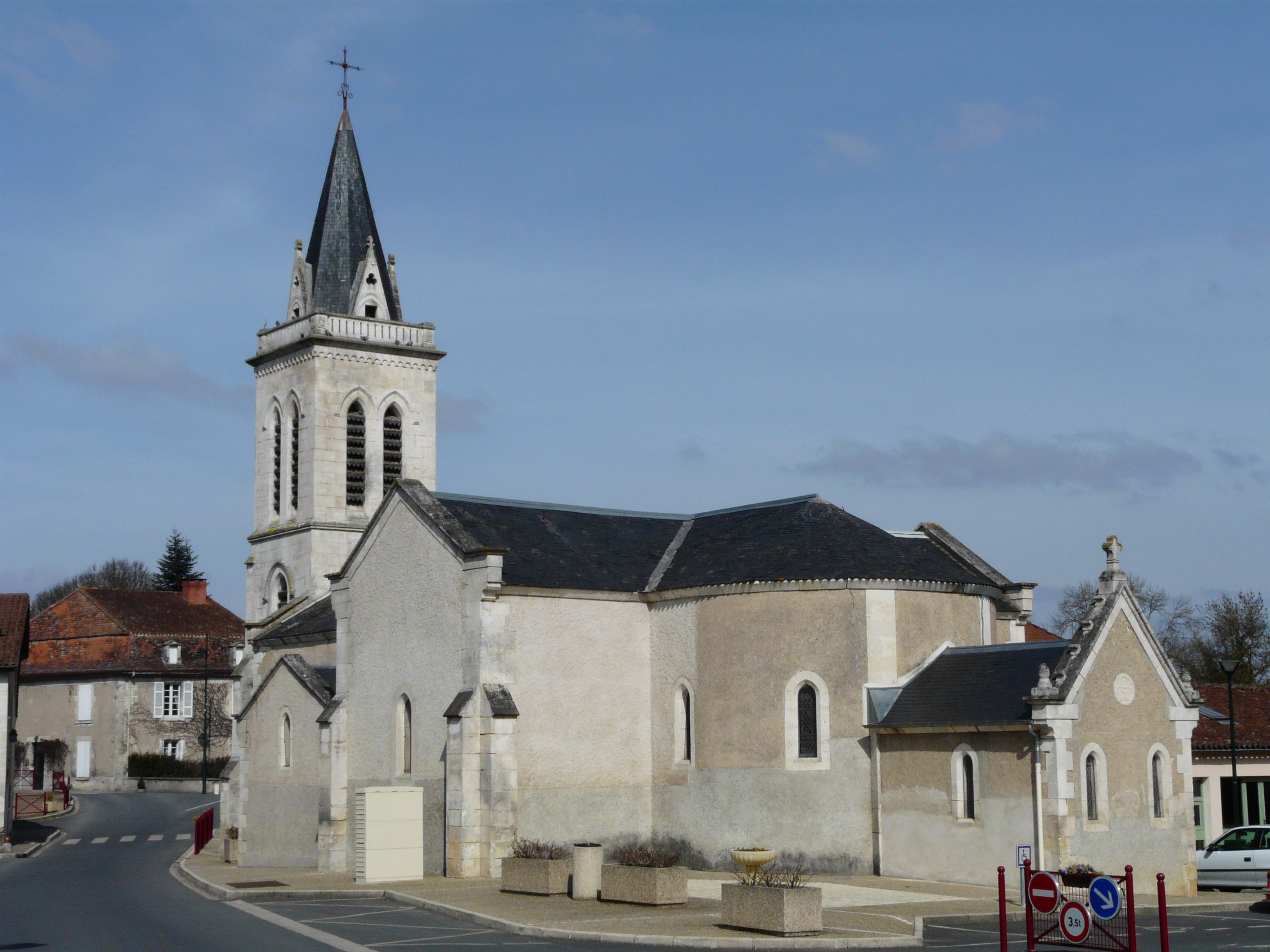
Kirche Notre-Dame